# Sirská hora
Sirská hora är en kulle i Tjeckien.   Den ligger i regionen Plzeň, i den centrala delen av landet, 60 km sydväst om huvudstaden Prag. Toppen på Sirská hora är 603 meter över havet, eller 57 meter över den omgivande terrängen. Bredden vid basen är 2,3 km.
Terrängen runt Sirská hora är platt åt nordost, men åt sydväst är den kuperad.Runt Sirská hora är det ganska tätbefolkat, med 120 invånare per kvadratkilometer. Närmaste större samhälle är Rokycany, 12,4 km sydväst om Sirská hora. I omgivningarna runt Sirská hora växer i huvudsak blandskog.